# Kerncentrale Greifswald
De voormalige Kerncentrale Greifswald (KKW Greifswald, Kernkraftwerk Lubmin of Kernkraftwerk Nord) ligt in Kreis Greifswald aan de haven van Lubmin in de voormalige DDR.
De centrale is vernoemd naar een DDR-politicus en heet officieel: VE Kombinat Kernkraftwerke "Bruno Leuschner" Greifswald. Kerncentrale Greifswald was het grootste nucleaire complex in de voormalige DDR. Na de Duitse hereniging is de centrale in 1990 gesloten.
In verschillende Nederlandse kranten werd in 1990 deze centrale aangeduid als nucleaire tijdbom, naar aanleiding van een artikel in weekblad Der Spiegel.
De centrale had acht VVER-440 reactoren, waarvan er drie nooit in gebruik zijn genomen.
De centrale zal worden afgebroken, maar anno 2022 was deze ontmanteling nog niet voltooid, en is de verwachting dat dit tot 2035 zal duren. Vervolgens duurt het nog tot 2060 dat alle onderdelen zijn afgebroken. De kosten van deze ontmanteling worden (in 2022) geraamd op 10 miljard euro.
| Reactorblok          | Reactortype         | Vermogen | Begin bouw | Inbedrijfname | Stillegging |
| -------------------- | ------------------- | -------- | ---------- | ------------- | ----------- |
| Greifswald-1 (KGR 1) | VVER - type 440/230 | 440 MW   | 1970       | 1974          | 1990        |
| Greifswald-2 (KGR 2) | VVER - type 440/230 | 440 MW   | 1970       | 1974          | 1990        |
| Greifswald-3 (KGR 3) | VVER - type 440/230 | 440 MW   | 1972       | 1978          | 1990        |
| Greifswald-4 (KGR 4) | VVER - type 440/230 | 440 MW   | 1972       | 1979          | 1990        |
| Greifswald-5 (KGR 5) | VVER - type 440/213 | 440 MW   | 1976       | 1989          | 1989        |
| Greifswald-6 (KGR 6) | VVER - type 440/213 | 440 MW   | 1976       | -             | -           |
| Greifswald-7 (KGR 7) | VVER - type 440/213 | 440 MW   | 1978       | -             | 1990        |
| Greifswald-8 (KGR 8) | VVER - type 440/213 | 440 MW   | 1978       | -             | 1990        |

## Externe links

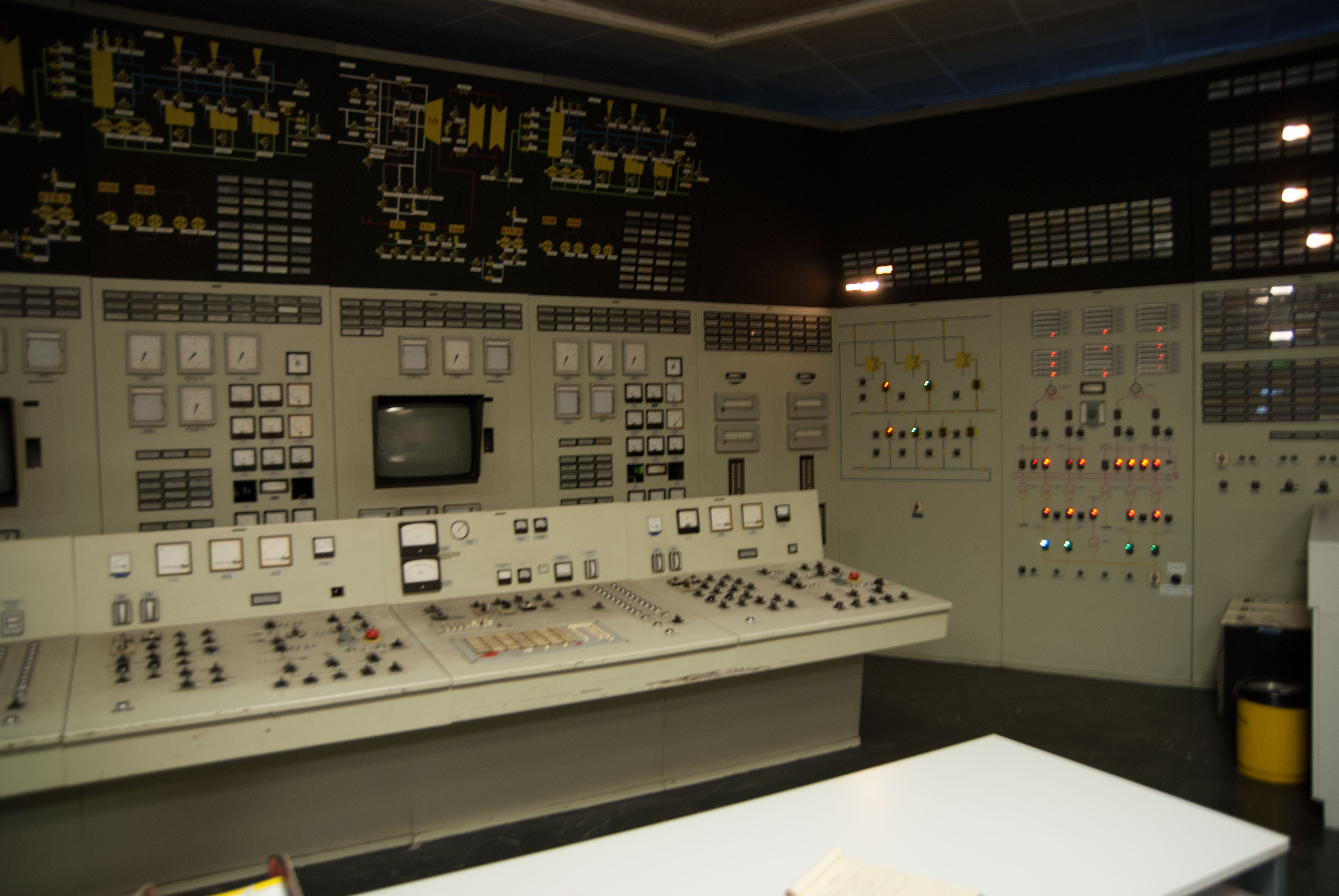
Controleruimte van kerncentrale Greifswald